# Chikodi (Rural), Chikodi
Chikodi (Rural) là một làng thuộc tehsil Chikodi, huyện Belgaum, bang Karnataka, Ấn Độ.